# Од јутра до сутра
Од јутра до сутра је српска теленовела, темељена на аргентинској теленовели Los exitosos Pells канала Telefe. Серија има 293 епизоде, а приказивала се од 12. септембра 2022. до 10. септембра 2023. године на телевизији Прва.

## Радња
Радња серије је смештена у ТВ кућу у којој ради успешан водитељски двојац – Марко и Срна. Гледаоци их обожавају, а осим што су колеге, њих двоје су и супружници. Ипак, оно што на малим екранима делује идилично, по гашењу камера постаје права ноћна мора. Срна је нежна, али истрајна жена која је нашла савршен баланс између породичног живота и каријере. Она је супруга и звезда, и делује да јој обе улоге леже подједнако добро. Марко је згодан, харизматичан и обожаван, али је и спреман да „гази преко лешева” да би остварио оно што је наумио.

## Улоге
| Глумац               | Улоге                             |
| -------------------- | --------------------------------- |
| Ивана Дудић          | Срна Тодоровић (девојачко Капор)  |
| Милутин Милошевић    | Марко Тодоровић/Дамјан Андрејевић |
| Бранимир Поповић     | Војислав Филиповић “Воја Ајкула”  |
| Јелена Гавриловић    | Анђелка Крстић                    |
| Тони Михајловски     | Радомир “Раде” Павловић           |
| Мина Лазаревић       | Нинослава “Нина” Николић          |
| Исидора Влчек        | Барбара “Барби” Филиповић         |
| Милан Калинић        | Ђорђе Крстић                      |
| Драгана Мићаловић    | Снежана “Жана”                    |
| Ива Штрљић           | Миланка Радојковић “Лили”         |
| Милорад Дамјановић   | Бориша Јакшић                     |
| Миљан Давидовић      | Алекса                            |
| Милош Влалукин       | Срђан “Серђо” Марковић            |
| Јелена Ђукић         | Данијела “Даца” Матковић          |
| Јана Милић Илић      | Александра                        |
| Владимир Нићифоровић | Чедомир “Чеда” Јоксимовић         |
| Срна Ланго           | Златија Жикић                     |
| Раде Маричић         | Дејан “Деки” Милић                |
| Лора Орловић         | Босиљка “Боса”                    |
| Весна Станковић      | Мирјана “Мира” Милић              |
| Бора Ненић           | Душан “Дуле” Милић                |
| Урош Јовчић          | Иван Голић                        |
| Мина Ненадовић       | Петра Милић                       |
| Златко Ракоњац       | Стефан Тошић/Бојан Сретеновић     |
| Снежана Дакић        | Миа Карамарковић                  |
| Маша Ђорђевић        | Уна Спасић                        |
| Ташана Ђорђевић      | Јелисавета Јаковљевић “Сека”      |
| Душан Каличанин      | Бобан “Боби”                      |
| Мирјана Ђурђевић     | Слађана “Слађа” Јаковљевић        |
| Милан Милосављевић   | Момир “Мома” Аранђеловић          |
| Бранка Петрић        | Јелица Андрејевић                 |
| Бранко Видаковић     | Бошко “Буха”                      |
| Милан Тошић          | Немања Шошић                      |
| Љиљана Јакшић        | Стевка                            |
| Татјана Бокан        | Споменка “Спома” Божић            |
| Иван Зарић           | Никола Капор                      |
| Михаило Лаптошевић   | Братислав Јаковљевић “Бата”       |
| Сања Јовићевић       | Миљана                            |
| Љубинка Кларић       | Владислава “Влајка” Филиповић     |
| Дубравко Јовановић   | Хранислав Радоњић/Предраг “Пеђа”  |
| Димитрије Стајић     | Дача                              |
| Марко Милошевић      | Урош “Бата Уки”                   |
| Ненад Ћирић          | Миленко “Миле”                    |
| Лена Богдановић      | Симонида                          |
| Душан Ашковић        | детектив Славољуб Петровић        |
| Иван Заблаћански     | Филип Вуковић                     |
| Борис Пинговић       | др. Аврам Клаин                   |
| Милош Ђуричић        | Игор                              |
| Тамара Радовановић   | Тамара                            |
| Григорије Јакишић    | Оливер Ракић                      |
| Јована Гроздановић   | Татјана “Тања”                    |
| Бојана Ординачев     | Дивна                             |
| Љиљана Драгутиновић  | Емилија Симић                     |
| Злата Нуманагић      | Биса                              |
| Добрила Илић         | Смиља                             |
| Маја Колунџија Зорое | власница старачког дома           |
| Марија Опсеница      | Вишња Сретеновић                  |
| Ђорђе Драгићевић     | Миодраг “Мића”                    |
| Димитрије Илић       | Милован                           |
| Горан Радаковић      | Љуба из Сопота                    |
| Маја Столић          | старлета Тина                     |
| Љубомир Јанковић     | шанкер у Барбарином клубу         |

## Епизоде
Списак епизода серије Од јутра до сутра